# Lista de unidades federativas do Brasil por mortalidade infantil

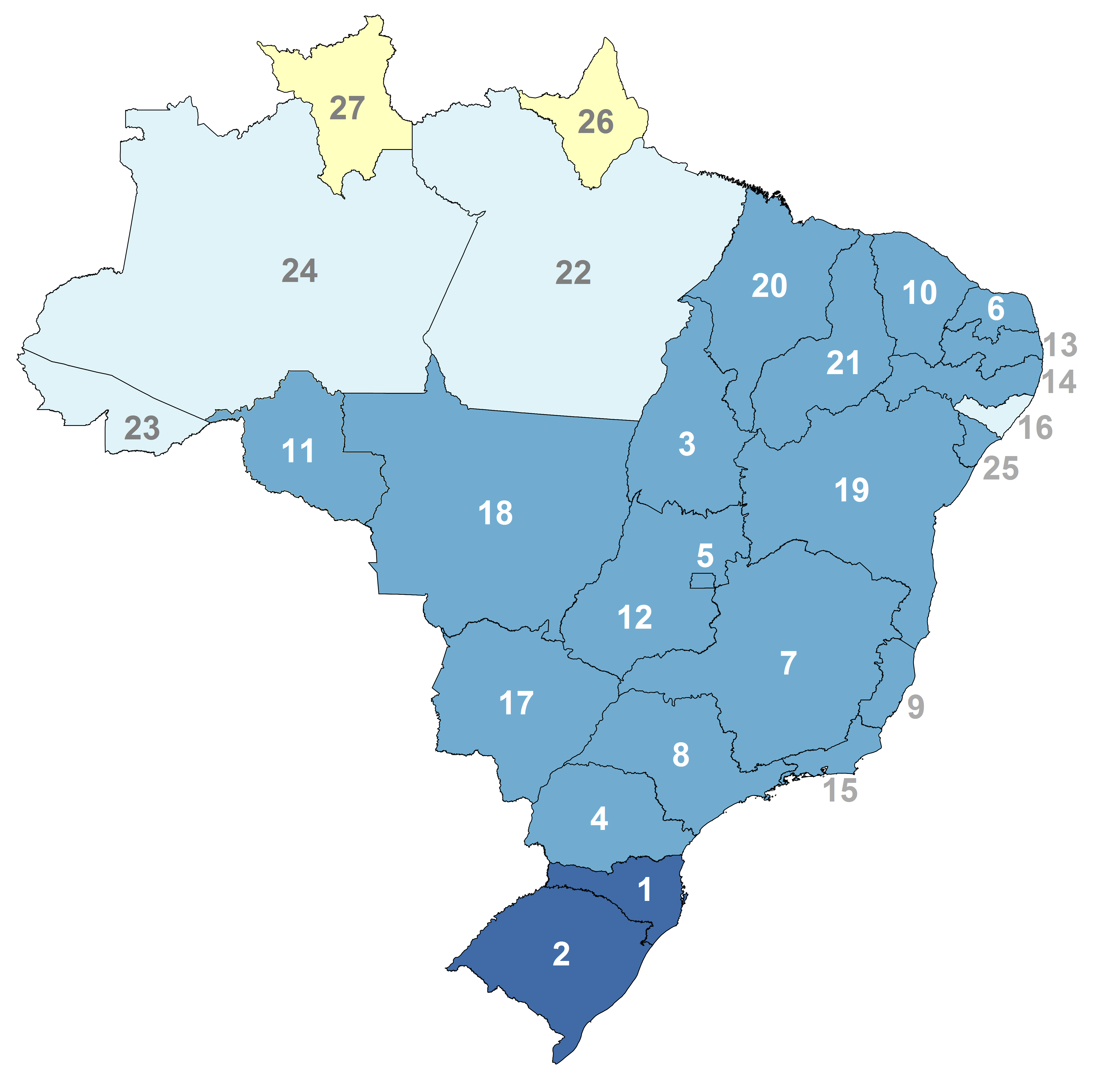
Mortalidade infantil nas unidades federativas do Brasil em 2023, de acordo com o DataSUS.
> 20,0
15,0 - 20,0
10,0 - 15,0
< 10,0

Esta é a lista de unidades federativas do Brasil por mortalidade infantil. A mortalidade infantil é um importante indicador de saúde e condições de vida de uma população. Com o cálculo a Taxa de Mortalidade Infantil (TMI), razão por mil Nascidos Vivos (NV), estima-se o risco de um nascido vivo morrer antes de chegar a um ano de vida, observada durante um determinado ano a cada mil nascidos vivos neste mesmo período.
Segundo a Plataforma DataSUS do Ministério da Saúde, em 2023 a taxa de mortalidade infantil no país era de 12,61 mortes de crianças (menores de 1 ano de idade) a cada mil nascidos vivos, colocando-se na 109ª posicão mundial. A taxa média mundial era de 27,0, em 2023, segundo a UNICEF. A unidade federativa com a maior taxa é Roraima, cujo valor da mortalidade infantil é de 23,8. Já a menor taxa é a de Santa Catarina (9,0).
Devido a consideráveis melhorias na infraestrutura do sistema de saúde, das habitações brasileiras e nas condições ambientais e nutricionais da população, a mortalidade infantil brasileira caiu 74%, de 48,3 em 1990 para 12,6 por 1.000 nascidos vivos, em 2023, próximo da meta dos Objetivos de Desenvolvimento Sustentável (ODS) da ONU, que visa reduzir para menos de 12 por 1.000 nascidos vivos até 2030.

## Unidades federativas do Brasil por mortalidade infantil
| Posição | Unidade federativa  | Taxa 2023 |
| ------- | ------------------- | --------- |
| 1       | Santa Catarina      | 9,0       |
| 2       | Rio Grande do Sul   | 9,6       |
| 3       | Tocantins           | 10,6      |
| 4       | Paraná              | 10,8      |
| 5       | Distrito Federal    | 10,8      |
| 6       | Rio Grande do Norte | 11,1      |
| 7       | Minas Gerais        | 11,2      |
| 8       | São Paulo           | 11,3      |
| 9       | Espírito Santo      | 11,6      |
| 10      | Ceará               | 11,7      |
| 11      | Rondônia            | 12,2      |
| 12      | Goiás               | 12,4      |
| -       | Brasil              | 12,6      |
| 13      | Paraíba             | 12,9      |
| 14      | Pernambuco          | 13,2      |
| 15      | Rio de Janeiro      | 13,4      |
| 16      | Alagoas             | 13,5      |
| 17      | Mato Grosso do Sul  | 13,5      |
| 18      | Mato Grosso         | 14,0      |
| 19      | Bahia               | 14,8      |
| 20      | Maranhão            | 14,8      |
| 21      | Piauí               | 14,9      |
| 22      | Pará                | 15,0      |
| 23      | Acre                | 16,9      |
| 24      | Amazonas            | 17,0      |
| 25      | Sergipe             | 18,4      |
| 26      | Amapá               | 20,9      |
| 27      | Roraima             | 23,8      |

TMI

## Classificação por região
| Posição | Unidade federativa  | Taxa 2023 |
| ------- | ------------------- | --------- |
| 1       | Região Sul          | 9,9       |
| 2       | Região Sudeste      | 11,7      |
| 3       | Região Centro-Oeste | 12,8      |
| 4       | Região Nordeste     | 13,8      |
| 5       | Região Norte        | 15,8      |

## Classificação por faixa etária
| Posição | Unidade federativa  | Por Faixa Etária | Por Faixa Etária |
| Posição | Unidade federativa  | 0-7 dias         | 7-28 dias        |
| ------- | ------------------- | ---------------- | ---------------- |
| 1       | Santa Catarina      | 5,0              | 1,7              |
| 2       | Paraná              | 4,8              | 1,8              |
| 3       | Rio Grande do Sul   | 5,0              | 2,1              |
| 4       | São Paulo           | 5,2              | 2,0              |
| 5       | Distrito Federal    | 5,6              | 2,1              |
| 6       | Minas Gerais        | 5,8              | 2,0              |
| 7       | Mato Grosso do Sul  | 4,8              | 2,1              |
| 8       | Ceará               | 5,6              | 1,7              |
| 9       | Espírito Santo      | 6,1              | 1,9              |
| 10      | Goiás               | 6,9              | 2,0              |
| 11      | Rio Grande do Norte | 6,8              | 1,8              |
| 12      | Rondônia            | 5,5              | 2,7              |
| 13      | Pernambuco          | 6,9              | 2,1              |
| 14      | Tocantins           | 6,4              | 2,2              |
| 15      | Paraíba             | 6,9              | 2,3              |
| 16      | Mato Grosso         | 6,7              | 2,1              |
| 17      | Rio de Janeiro      | 6,1              | 2,6              |
| 18      | Alagoas             | 6,7              | 2,5              |
| 19      | Maranhão            | 7,1              | 2,3              |
| 20      | Piauí               | 7,1              | 2,3              |
| 21      | Sergipe             | 7,9              | 2,4              |
| 22      | Pará                | 8,2              | 2,0              |
| 23      | Amazonas            | 8,0              | 2,0              |
| 24      | Bahia               | 8,6              | 2,5              |
| 25      | Acre                | 8,4              | 3,3              |
| 26      | Roraima             | 8,0              | 2,8              |
| 27      | Amapá               | 8,9              | 4,0              |
| -       | Brasil              | 6,3              | 2,1              |